# Marianne Skarpnord
Marianne Skarpnord (nascida em 11 de fevereiro de 1986) é uma jogadora norueguesa de golfe profissional que atualmente joga nos torneios do Ladies European Tour e do LPGA Tour.

## Carreira amadora
Como júnior, foi considerada um dos melhores talentos do golfe da Noruega. Em 2013, vence o British Girls Championship, ao derrotar a espanhola Beatriz Recari na partida final. No mesmo ano, conquista o título da Copa Solheim Júnior com a equipe da Europa. Terminou em terceiro no British Girls Championship, em 2004. Terminou em décimo segundo na escola de qualificação do Ladies European Tour e obteve seu cartão do Tour para a temporada de 2005.

## Carreira profissional
Em 2005, o melhor resultado da Skarpnord foi um segundo lugar no Skandia PGA Open, da Telia Tour sueca, e sua melhor colocação no Ladies European Tour foi o 22.º lugar no OTP Bank Ladies Central European Open. No ano seguinte, em 2006, Skarpnord terminou na segunda posição do Rejmes Ladies Open, na Telia Tour. No Ladies European Tour sua melhor colocação foi 23.º no Finnair Masters e 28.º no SAS Masters.
Em 2007, após dois anos difíceis, Skarpnord decidiu jogar uma temporada completa na Telia Tour. Vence três torneios naquele ano. Um ano depois, em 2008, disputa 21 torneios no Ladies European Tour. Fez 18 cuts e seu melhor resultado foi o segundo lugar no Ladies Irish Open. No início de temporada do Ladies African Tour, Skarpnord disputou quatro torneios deste circuito. Terminou em quinto lugar da Ordem do Mérito do Ladies African Tour e terminou em sexto na lista oficial do Ladies European Tour de premiação em dinheiro.
2009 foi o ano que Skarpnord conseguiu sua primeira vitória no Ladies European Tour, ao derrotar a inglesa Melissa Reid com uma tacada de vantagem no Deutsche Bank Ladies Swiss Open. Sua segunda vitória veio no Carta Sì Ladies Italian Open, derrotando Laura Davies no playoff.
Skarpnord se qualificou para a temporada 2010 do LPGA Tour após terminar em segundo lugar do torneio de qualificação final do LPGA, em Daytona.

## Rio 2016, competição feminina de golfe
No golfe dos Jogos Olímpicos de Verão de 2016, realizados no Rio de Janeiro, Brasil, terminou sua participação na competição de jogo por tacadas individual feminino em vigésimo quinto lugar, com 283 tacadas (69–66–75–73), um abaixo do par, representando Noruega.

## Títulos profissionais (7)

### Ladies European Tour (3)
- 2009 (2) Deutsche Bank Ladies Swiss Open, Carta Sì Ladies Italian Open
- 2013 (1) South African Women's Open

### Títulos no ALPG Tour (1)
- 2015 Oates Victorian Open

### Telia Tour (3)
- 2007 (3) Felix Finnish Ladies Open, Smådalarö Gård Open, Ekerum Ladies Masters

## Participações por equipes
Amadora
- Junior Solheim Cup: (representando Europa): 2003 (vencedoras)

Profissional
- World Cup (representando Noruega): 2007
- The Queens (representando Europa): 2015